# Corriedale
La Corriedale è una razza di pecora molto apprezzata sia per la produzione della lana, sia per la produzione di carne. La razza Corriedale è la più vecchia di tutti gli ibridi Merino-Lincoln ed è stata selezionata quasi contemporaneamente in Australia ed in Nuova Zelanda. È stata introdotta negli Stati Uniti nel 1914. La Corriedale è allevata soprattutto in Australia, Patagonia e Stati Uniti.

## Caratteristiche
La razza Corriedale, è molto resistente ed ha un corpo equilibrato. Sono docili e le madri hanno un'elevata fertilità e curano amorevolmente la prole. Si adattano senza difficoltà ad un'ampia gamma di condizioni climatiche. Sono prive di corna ed hanno un corpo grosso. Producono una lana morbida e fitta, di lunghezza media. Gli agnelli producono carni di buona qualità.

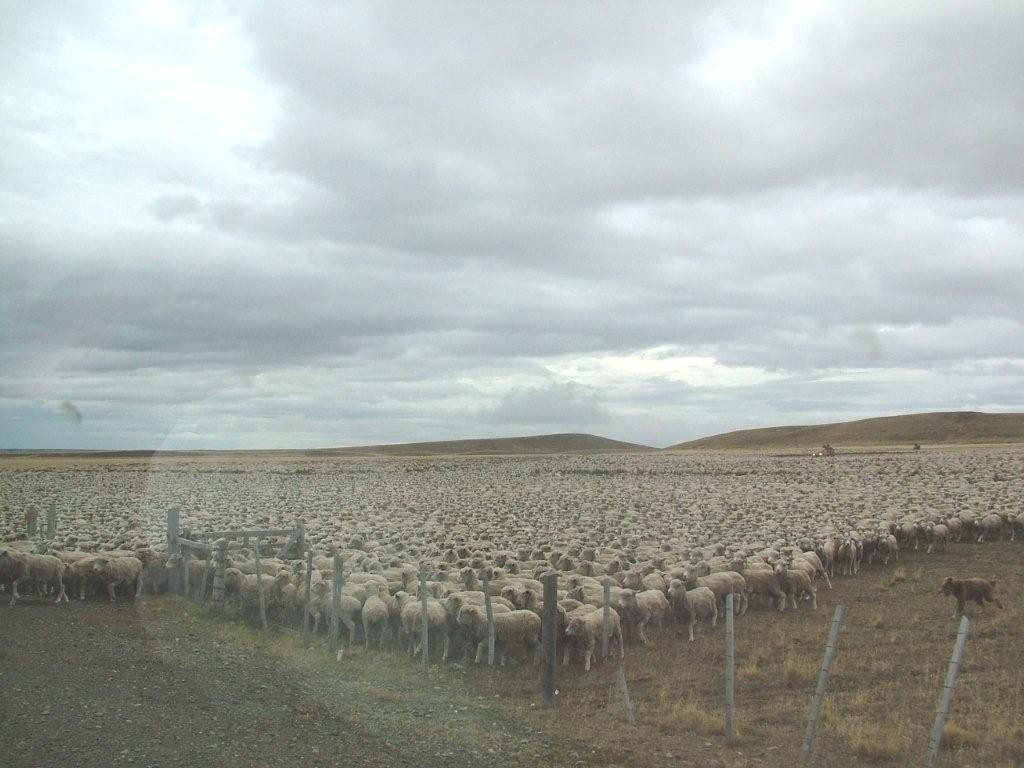
Allevamento di pecore Corriedale in Patagonia.

La Corriedale produce grandi quantità di lana che varia, in spessore, dai 31,5 ai 24,5 micron. La lana ottenuta da una pecora adulta va da 4,5 a 7,7 kg con una lunghezza da 8,9 a 15 cm. Dopo il lavaggio è normale un rendimento in peso del 50 o 60%. Gli arieti pesano da 79 a 125 kg, mentre le pecore possono pesare da 59 a 82 kg.

## Storia
Questa razza è stata selezionata in Australia ed in Nuova Zelanda nei vasti allevamenti tramite incrocio tra le razze Merino e Lincoln. L'obiettivo era di quello di ottenere una nuova razza che avrebbe potuto sopportare regimi climatici con scarse precipitazioni e, allo stesso tempo, fornire lane a fibra lunga. James Little fu il primo selezionatore di questa razza; il nome deriva da una proprietà dell'Isola del Sud, nella quale condusse il suo lavoro, coordinato da William Soltau Davidson.